# جان اسکات (آهنگساز)
جان اسکات (انگلیسی: John Scott؛ زادهٔ ۱ نوامبر ۱۹۳۰) یک موسیقی‌دان اهل بریتانیا است.

## فیلم‌شناسی
- بیدارشدن در وحشت (۱۹۷۱)
- آنتونیوس و کلئوپاترا (۱۹۷۲)
- نشانه بیماری (۱۹۷۴)
- هنسی (۱۹۷۵)
- گری‌ستوک: افسانه تارزان، ارباب گوریل‌ها (۱۹۸۴)
- شیردل (۱۹۹۰)
- یاقوت سرخ (۱۹۹۲)
- زمانه گرگ (۲۰۰۲)